# Berberis integerrima
Berberis integerrima är en berberisväxtart som beskrevs av Bge.. Berberis integerrima ingår i släktet berberisar, och familjen berberisväxter. Inga underarter finns listade i Catalogue of Life.